# Kap Williams
Das Kap Williams ist ein eisbedecktes Kap an der Pennell-Küste des ostantarktischen Viktorialands. Es liegt auf der Ostseite der Lillie-Gletscherzunge und begrenzt die Einfahrt zur Ob’ Bay nach Osten.
Teilnehmer der Terra-Nova-Expedition (1910–1913) unter der Leitung des britischen Polarforschers Robert Falcon Scott entdeckten es im Februar 1911 bei einer Erkundungsfahrt westlich des Cape North. Benannt ist es nach William Williams (* 1875), dem leitenden Maschinisten an Bord des Forschungsschiffs Terra Nova bei dieser Expedition.
Eine Sektion des Kaps oder aber das Kap selbst benannten russische Wissenschaftler als (russisch Мыс Ванькова Mys Wankowa, deutsch ‚Kap Wankow‘) bekannt.